# Чобанкёл
Чобанкёл (азерб. Çobankol) — селение и муниципалитет в Загатальском районе Азербайджана. В состав муниципалитета также входят сёла Базар и Кымыр. Население — 4522 человек.

## География
Чобанкёл расположен на трассе из Гаха в Загаталу. К северу и северо-западу от него находятся селения Загям и Мухах соответственно, западнее и юго-западнее — Базар и Кымыр соответственно.
Близ населённого пункта, к востоку от него, протекает Батанчай.

## История
К 1830 году Чобанкёл входил в состав Джарского общества, самого сильного объединения среди Джаро-Белоканских вольных обществ. Образование в данном регионе обществ  сопровождалось переходом власти от кахетинских феодалов к вольным обществам, а также захватом дагестанскими горцами владений кахетинских князей и феодалов. Было и так, что на сторону «джарских лезгин» («лезгинами» именовали дагестанских горцев, в том числе проживавших в обществах аварцев и цахуров) крестьяне переходили целыми селениями. Так, жители Чобанкёля, как это явствует из одного архивного источника, «сами отдались под покровительство лезгин».
В начале 1870-х годов Чобанкёл упоминался в числе деревень то Мухахского наибства, то Алиабатского наибства Закатальского округа. Это была единственная деревня Мухахского наибства с «татарским» (то есть азербайджанским) населением.
В 1880-х годах Чобанкёль, Кумур и Базар составляли Кумурское сельское общество. По сведениям тех же лет все жители Чобанколя, в сословном отношении, были крестьянами на казённой земле.
В начале XX века Чобанколь относился к Алиабадскому участку Закатальского округа. После установления в 1920 году Советской власти и провозглашения Азербайджанской ССР Чобанколь в первое время составлял отдельное Кольское сельское общество Закатальского уезда Азербайджанской ССР.
В 1929 году уездную систему упразднили, а 8 августа 1930 года был образован Закатальский район. В 1960 — 1970-х годах Чобанкёл (под таким названием он фигурирует в литературе), являлся одним из селений Чобанкёльского сельского Совета (сельсовета) данного района.

## Население

### XIX век
По сведениям, собранным на месте в 1826 году полковником М. А. Коцебу, здесь (у Коцебу данная деревня именуется либо как Чобанколи, либо как Чобонколи) было 30 дворов, а её жители мусульмане и говорящие «татарским языком» (то есть азербайджанским языком). Согласно камеральному описанию 1859 года в Чобанкёле было 123 дыма. По информации же камерального описания 1869 года, Чобанкол населяли мугалы (азербайджанцы).
В народной переписи 1871 года сказано, что в селении проживает 691 татарин-мусульманин (азербайджанец-мусульманин), дымов насчитывается 156. Материалы посемейных списков на 1886 года показывают здесь уже 158 дымов и 662 жителя, из которых 655 «татар» (156 дымов), под которыми следует понимать азербайджанцев, и 7 аварцев (2 дыма), причём все жители мусульмане-сунниты.

### XX век
Согласно данным «Кавказского календаря» на 1910 год в деревне Чобан-Коль (так в тексте) за 1908 год проживало 685 жителей, в основном «татары» (азербайджанцы). Очередной «Кавказский календарь» на 1912 год именует её уже как Чобанкаль, а жителей мугалами (азербайджанцами) и показывает снижение численности населения деревни, которое составляет 575 человек. То же обозначение народности (мугалы) указывает и «Кавказский календарь» на 1915 год, по данным которого численность население Чобанколя ещё ниже — 492 человека.
По Азербайджанской сельскохозяйственной переписи 1921 года Чабан-Коль (так в тексте) Закатальского уезда Азербайджанской ССР населяли 428 человек (из них 20 грамотных), преобладающая национальность — мугалы (азербайджанцы), при этом 4 человека отсутствовало (из них один находился в Красной армии).
В июне 1999 и августе 2001 годов Международный летний Институт лингвистики провёл социолингвистические исследования среди цахурского населения северо-западного Азербайджана. По одним рассказам Чобанкёл является смешанным азербайджано-цахурским населённым пунктом, где большинство составляют азербайджанцы, а по другим рассказам — азербайджано-грузинским.